# Puccinia ustalis
Puccinia ustalis är en svampart som beskrevs av Berk. 1854. Puccinia ustalis ingår i släktet Puccinia och familjen Pucciniaceae.   Inga underarter finns listade i Catalogue of Life.